# Centralperspektiv

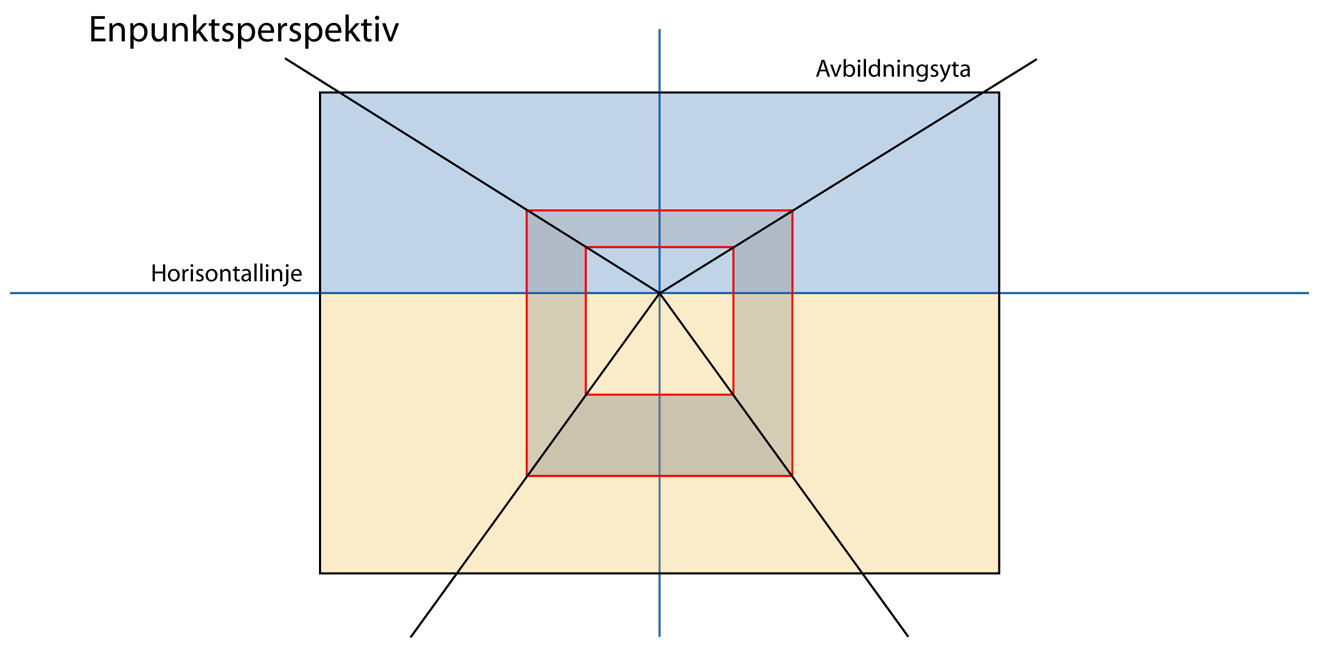
Illustration föreställande ett centralsperspektiv.

Centralperspektiv eller enpunktsperspektiv är en teknik inom konsten för att antyda avstånd i målningar och teckningar. Denna form av perspektiv uppfanns och utvecklades av Filippo Brunelleschi i 1400-talets Italien.
Brunelleschi utarbetade ett system, varigenom avstånd kunde framställas på ett vetenskapligt mätbart sätt. Nyckeln till detta system låg i iakttagelsen att alla parallella linjer, som löper genom rummet i rät vinkel mot motivet, tycks konvergera i en central ögonpunkt, flyktpunkt, i höjd med betraktarens öga. De parallella linjerna kallas ortogonaler, och de ger ett geometriskt nätverk som definierar bildrummet. Brunelleschis upptäckt kom att upphöja målarkonsten till vetenskap.
Centralperspektivet kan beskrivas som att parallella linjer i en bild, som är riktade bort från betraktaren återges med allt mindre avstånd; skalan minskar i proportion till avståndet. Ett föremål på 1 m håll blir dubbelt så stort som ett på 2 m. Brunelleschi var troligen påverkad av camera obscuras sätt att avbilda omvärlden. 
I en landskapsmålning har, beroende på placeringen i landskapet, olika byggnader olika flyktpunkter. Ofta målas då en byggnad i målningen just med centralperspektiv och ger då betraktaren en plats att – som det upplevs – vila ögonen på.